# Jef Onckelinx
Jef Onckelinx, né le 8 février 1917 à Landen, et mort dans la même ville le 15 août 1991, est un coureur cycliste belge, professionnel en 1938.

## Palmarès
- 1938
  - 3e du Championnat de Belgique de cyclisme sur route Indépendants
- 1939
  - Circuit de la Meuse